# Point of Presence
Ein Point of Presence (PoP) (Netzzugang, Zugangsknoten, Kontaktstelle, Übergabepunkt) ist ein physischer Knotenpunkt innerhalb eines Kommunikationssystems, der die Verbindungen zwischen zwei oder mehr Kommunikationsnetzen aufbaut. Ein traditionelles Beispiel für ein Point of Presence ist die Vermittlungsstelle, die als Anschlussmöglichkeit zwischen lokalen Telefonleitungen und den Fernverkehrsleitungen agiert.
Mit einer lokalen Vermittlungsstelle ermöglicht der Point of Presence dem Endbenutzer, ein Telefongespräch zu initiieren, indem das Signal über die lokale Vermittlungsstelle zur Fernverkehrsleitung weitergeleitet wird. Dank des Point of Presence ist das Signal in der Lage, sein Ziel zu erreichen, und eine Rückmeldung bestätigt die erfolgreiche Verbindung, sodass eine Sprachkommunikation stattfinden kann.
Weitere Beispiele sind der Zugangspunkt zum Internet beim Internetprovider oder der Knotenpunkt zwischen einem lokalen Kommunikationsnetzbetreiber und einem Betreiber für ein Fernverkehrsnetz. Am Point of Presence werden die Verbindungen für den Daten- und Sprachverkehr von den verschiedenen Vermittlungsstellen zusammengeführt. Hier werden sie für die Anpassung an die jeweiligen Übertragungsmedien und deren Datenraten und für das Routing aufbereitet, zu den Orts- und Fernvermittlungen vermittelt bzw. an andere Telekommunikationsdiensteanbieter übergeben.